# Marine Aircraft Group 26
26ème Groupe aérien du Corps des Marines
Le Marine Aircraft Group 26 (ou MAG-26) est un groupe aérien de l'United States Marine Corps  basé à la Marine Corps Air Station New River en Caroline du Nord qui est actuellement composé de sept escadrons de V-22 Osprey dont un Fleet Replacement Squadron et un escadron d'entraînement, un escadron de soutien logistique et un escadron de soutien d'escadre. Il relève du commandement de la 2nd Marine Aircraft Wing et du II Marine Expeditionary Force.

## Mission
La mission du MAG-26 est d'exercer un commandement et un contrôle tactiques et fournir un soutien d'assaut au combat réactif, un soutien logistique de l'aviation et un soutien au sol de l'aviation aux forces marines, interarmées et de la coalition pour permettre des opérations amphibies et expéditionnaires.

## Unités subordonnées
Les unités actuelles du MAG-26  :

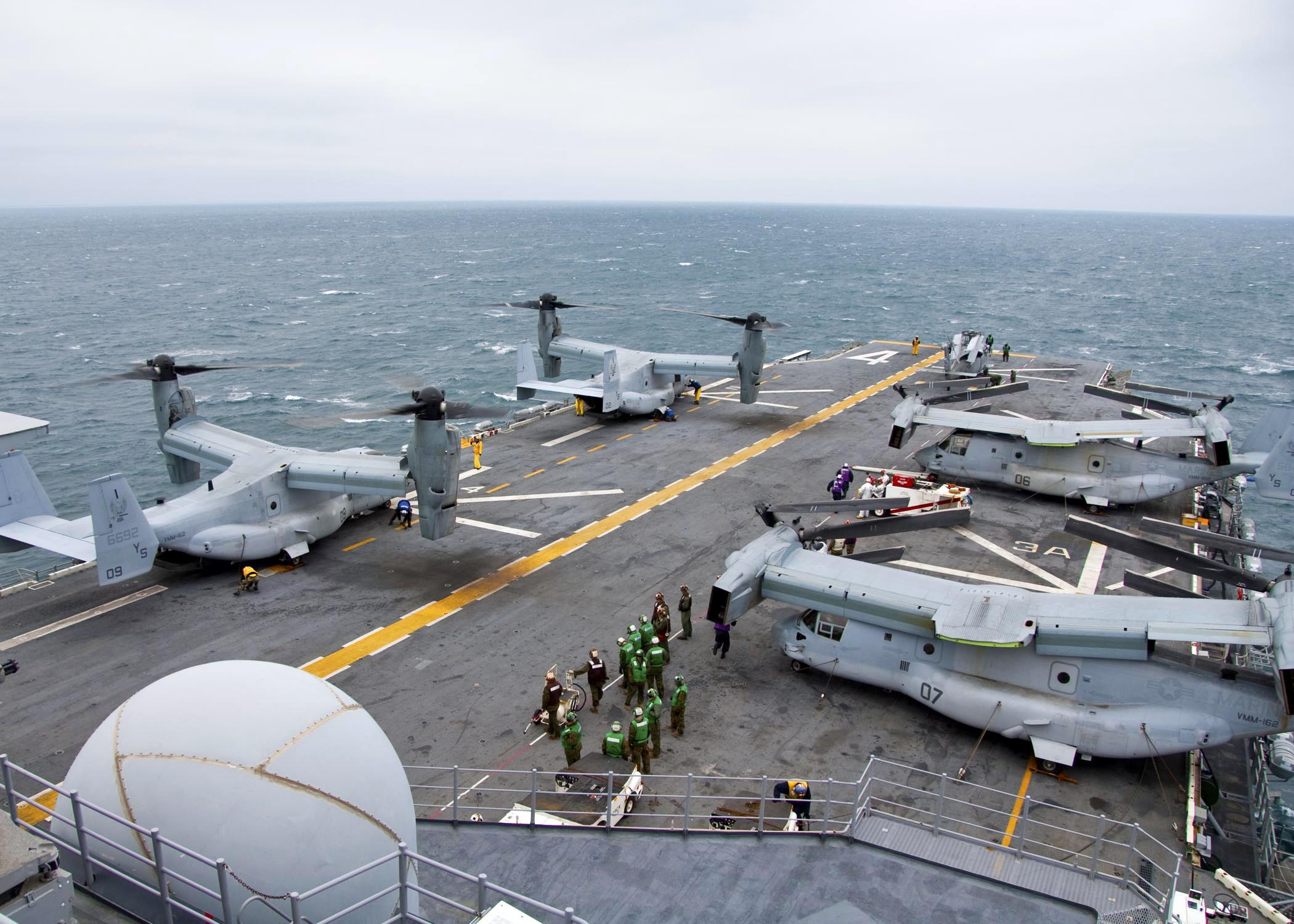
V-22 Osprey du VMM-162 sur USS Nassau en 2009

- Marine Medium Tiltrotor Squadron 162 (VMM-162 Golden Eagles)
- Marine Medium Tiltrotor Squadron 261 (VMM-261 Raging Bulls)
- Marine Medium Tiltrotor Squadron 263 (VMM-263 Thunder Chickens)
- Marine Medium Tiltrotor Squadron 266 (VMM-266 Fighting Griffins)
- Marine Medium Tiltrotor Squadron 365 (VMM-365 Blue Knights)
- Marine Medium Tiltrotor Training Squadron 204 (VMMT-204 Raptors)
- Marine Aviation Logistics Squadron 26 (MALS-26 Patriots)
- Marine Wing Support Squadron 272 (MWSS-272 Untouchables)

## Historique

### Origine
Le Marine Aircraft Group 26 a été mis en service le 16 juin 1952 à la Marine Corps Air Station Cherry Point, en Caroline du Nord, et a été affecté à la 2nd Marine Aircraft Wing. Le premier Marine Aircraft Group opérationnel est arrivé du MCAS Cherry Point en juillet 1954. Ce groupe d'hélicoptères, mis en service à l'origine en 1952, a répondu aux besoins du Corps des Marines pour maintenir une force de nature expéditionnaire et amphibie. 
En juillet 1954, le groupe a déménagé à la Marine Corps Air Station New River, en Caroline du Nord. Le 1er mars 1959, il a été désigné Marine Aircraft Group 26.

### Service
Jusqu'aux années 1990 le groupe a piloté 10 types d'avions différents. Des éléments du MAG-26 ont participé à la crise des missiles de Cuba ;  intervention en République dominicaine ; l'opération de secours aux Antilles et en République dominicaine ; la tentative iranienne de sauvetage des otages ; la Force multinationale de maintien de la paix, Beyrouth, Liban ; Opération Urgent Fury, Grenade et les îles Carriacou ; aide après l'ouragan Hugo, Porto Rico et Charleston, S.C. ; et Operation Sharp Edge (en), Monrovia, Libéria.
Puis il participe avec le I Marine Expeditionary Force et la 2e division des Marines à l'Opération Tempête du désert  au Koweït ; à l'Opération Provide Comfort durant la guerre du Golfe ; à l'Operation Provide Promise (en) et l'Opération Southern Watch ; à l'Opération Sharp Guard, à la Force d'intervention unifiée et à l'Opération Uphold Democracy ; à la guerre d'Irak et à la guerre d'Afghanistan (Opération Enduring Freedom).